# ラーメンカレーミュージックレコード
RAMEN CURRY MUSIC RECORDS（ラーメンカレーミュージックレコード）は、日本のレコードレーベル。
略称および規格品番販社コードは「RCMR」。

## 概要
奥田民生が2015年5月に自ら発足したインディーズ・レーベル。
レーベル名の由来は奥田の好きな食べ物や物を組み合わせたもの。奥田はレーベル設立前から「RCM」のようなTシャツを作っていたという。本来は明太子が入っていたが、ミュージシャンということで「ミュージック」に変えた。
2018年6月15日、サンスイ（SANSUI）ブランドを展開（2018年当時）するドウシシャから販売のステレオミニラジオカセットレコーダー「SCR-B2」をベースに、外装をOTオリジナルモデルにしたステレオミニラジカセ「RCMRラジカセ SCR-OT」を発売。
2018年12月、奥田のレコーディング企画”カンタンカンタビレ”から誕生した、8トラックポータブルMTR「DP-008EX-OT」を発売。既に発売中であったティアック株式会社TASCAMブランド「DP-008EX」のスペックはそのままに、鮮やかなオレンジ色のボディ・カラーや、液晶画面に現れるレーベル・マスコットの”ヘロ・ディギン”などを施し、奥田オリジナルモデルとして外装を一新している。

## 所属アーティスト
- 奥田民生
- サンフジンズ

## 作品

### 奥田民生
『秋コレ 〜MTR&Y Tour 2015〜』(2016年5月11日)以降の作品。
| 発売日        | 形態                 | タイトル                                       | 規格             | 品番        | 備考 |
| ------------- | -------------------- | ---------------------------------------------- | ---------------- | ----------- | --- |
| 2016年5月11日 | ライブ・アルバム     | 秋コレ 〜MTR&Y Tour 2015〜                     | 2CD＋DVD         | RCMR-9001   | 初回生産限定盤、紙ジャケット仕様                                                                                 |
| 2016年5月11日 | ライブ・アルバム     | 秋コレ 〜MTR&Y Tour 2015〜                     | 2CD              | RCMR-0002   | 通常盤 |
| 2016年5月11日 | ライブ映像           | 奥田民生ひとり股旅スペシャル@マツダスタジアム  | 3DVD             | RCMR-92001  | 初回生産限定盤                                                                                                   |
| 2016年5月11日 | ライブ映像           | 奥田民生ひとり股旅スペシャル@マツダスタジアム  | Blu-ray＋DVD     | RCMR-92501  | 初回生産限定盤                                                                                                   |
| 2016年5月11日 | ライブ映像           | 奥田民生ひとり股旅スペシャル@マツダスタジアム  | 2DVD             | RCMR-2002   | 通常盤 |
| 2016年5月11日 | ライブ映像           | 奥田民生ひとり股旅スペシャル@マツダスタジアム  | Blu-ray          | RCMR-2502   | 通常盤 |
| 2016年9月7日  | ライブ・アルバム     | 奥田民生 生誕50周年伝説 "となりのベートーベン" | 2CD              | RCMR-0004   | |
| 2016年9月7日  | ライブ映像           | 奥田民生 生誕50周年伝説 "となりのベートーベン" | 2DVD             | RCMR-2004   | |
| 2016年9月7日  | ライブ映像           | 奥田民生 生誕50周年伝説 "となりのベートーベン" | Blu-ray          | RCMR-2503   | |
| 2016年9月7日  | BOX                  | 奥田民生 生誕50周年伝説 "となりのベートーベン" | 2DVD Blu-ray 2CD | RCMR-99001  | 完全受注販売デラックスボックス （ボックス：アナログサイズ仕様） 50P特別ブックレット（付属） 特製トランプ（付属） |
| 2017年7月12日 | シングル             | エンジン                                       | Maxi             | RCMR-0006   | 『カーズ/クロスロード』日本版エンドソング                                                                        |
| 2017年9月6日  | オリジナル・アルバム | サボテンミュージアム                           | LP               | RCMR-4002   | 完全生産限定盤                                                                                                   |
| 2017年9月6日  | オリジナル・アルバム | サボテンミュージアム                           | CD               | RCMR-0007   | |
| 2018年9月26日 | アルバム             | カンタンカンタビレ                             | カセットテープ   | RCMR-4004   | 完全生産限定盤                                                                                                   |
| 2018年9月26日 | アルバム             | カンタンカンタビレ                             | LP               | RCMR-4003   | 完全生産限定盤                                                                                                   |
| 2018年9月26日 | アルバム             | カンタンカンタビレ                             | CD               | RCMR-0008   | |
| 2019年4月10日 | ライブ映像           | MTRY＆ひとり股旅スペシャル2018＠日本武道館     | DVD              | RCMR-2006/7 | |
| 2019年4月10日 | ライブ映像           | MTRY＆ひとり股旅スペシャル2018＠日本武道館     | Blu-ray          | RCMR-2504/5 | |
| 2019年4月10日 | ライブ映像           | 奥田民生MTRY TOUR 2018＠カルッツかわさき       | DVD              | RCMR-2008   | |
| 2019年4月10日 | ライブ映像           | 奥田民生MTRY TOUR 2018＠カルッツかわさき       | Blu-ray          | RCMR-2506   | |

### サンフジンズ
| 発売日        | 形態        | タイトル                     | 規格    | 品番      |
| ------------- | ----------- | ---------------------------- | ------- | --------- |
| 2015年7月29日 | 1stアルバム | スリーシンフサンズ           | CD      | RCMR-0001 |
| 2015年8月28日 | 1stアルバム | スリーシンフサンズ           | LP      | RCMR-4001 |
| 2016年3月2日  | ライブ映像  | ツアー過注射～全国オペ2015～ | DVD     | RCMR-2001 |
| 2016年3月2日  | ライブ映像  | ツアー過注射～全国オペ2015～ | Blu-ray | RCMR-2501 |

### レディオカリー
FM802の2020年ACCESSキャンペーンキャンペーンソング「僕のBUDDY‼︎」（作曲：奥田民生 作詞：永積崇（ハナレグミ））と、FM802のDJが選んだ奥田民生の楽曲をコンパイルしたTSUTAYA限定レンタルCD。“レディオカリー”は、iri、奥田民生、TAKUMA（10-FEET）、破壊（グループ魂）、ハナレグミ、牧達弥（go!go!vanillas）からなるユニット。
| レンタル開始日 | 形態                     | タイトル | 規格 | 品番                  |
| -------------- | ------------------------ | --- | ---- | --------------------- |
| 2020年5月13日  | コンピレーションアルバム | FM802×TSUTAYA ACCESS! SPECIAL EDITION 2020 1. 僕のBUDDY!! 2. 俺は知ってるぜ 3. フリーザー 4. CUSTOM(JPNバージョン) 5. 愛のために | CD   | RCMR-0010(TGCS-11664) |